# Дьявольский мост (Черна)

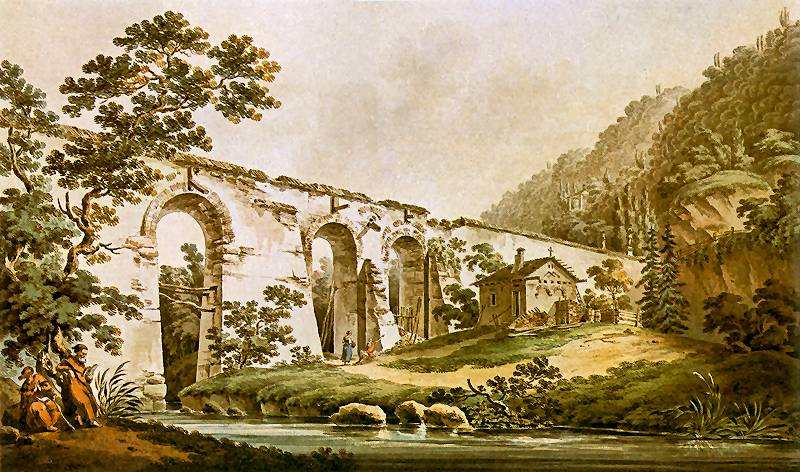
Мост в конце XVIII века, акварель Зигмунта Фогеля

Дьявольский мост (пол. Diabelski Most) — наименование моста, находящегося в Польше в административных границах населённого пункта Черна Краковского повята Малопольского воеводства. Охраняемый памятник Малопольского воеводства.
Мост располагается на территории заповедника Долина-Элиашувки около автомобильной дороги Кшешовице — Олькуш.
Строительство аркадного моста над рекой Элиашувка началось в 1671 году и закончилось в 1691 году. Мост был построен по подобию римских акведуков. Мост строили монахи из ордена босых кармелитов специально для отшельнических келий, располагавшихся отдельно от монастыря, который находится в селе Черна. Мост имел высоту 18 метров, 120 метров длины и 9,5 метров в ширину. В связи с тем, что мост не имел ограждений и переход по нему представлял опасность, он получил среди местного населения наименование «Дьявольский мост». Около моста находился гостевой домик для паломников и конюшня, которые были построены в 1673 году. В течение последующих веков мост постепенно разрушался. В 1843 году мост сильно пострадал от оползня. В 1889 году мост был полностью закрыт для перехода.
В настоящее время мост находится в руинах. Также сохранились руины келий, несколько часовен и въездные ворота, датируемые XVII веком.
20 октября 1970 года мост был внесён в реестр охраняемых памятников Малопольского воеводства (№ А-275/М).